# Gökbuket, Sarıçam
Gökbuket là một xã thuộc huyện Sarıçam, tỉnh Adana, Thổ Nhĩ Kỳ. Dân số thời điểm năm 2009 là 409 người.